# Gonatoraphis aenea
Gonatoraphis aenea är en spindelart som beskrevs av Alfred Frank Millidge 1991. Gonatoraphis aenea ingår i släktet Gonatoraphis och familjen täckvävarspindlar.
Artens utbredningsområde är Colombia. Inga underarter finns listade i Catalogue of Life.